# Ischnomorpha atelesta
Ischnomorpha atelesta är en fjärilsart som beskrevs av Turner 1936. Ischnomorpha atelesta ingår i släktet Ischnomorpha och familjen plattmalar. Inga underarter finns listade i Catalogue of Life.